# Phanerotoma fastigata
Phanerotoma fastigata är en stekelart som beskrevs av Herbert Zettel 1989. Phanerotoma fastigata ingår i släktet Phanerotoma och familjen bracksteklar. Inga underarter finns listade i Catalogue of Life.